# Acanthochitona fascicularis
Acanthochitona fascicularis är en blötdjursart som först beskrevs av Carl von Linné 1767.  Acanthochitona fascicularis ingår i släktet Acanthochitona och familjen Acanthochitonidae. Inga underarter finns listade i Catalogue of Life.